# Фрањо Араповић
Фрањо Араповић (Мостар, 2. јун 1965) је бивши југословенски и хрватски кошаркаш. Играо је на позицији центра.

## Репрезентација
Са репрезентацијом Југославије освојио је сребрну медаљу на Олимпијским играма 1988. у Сеулу, и бронзу на Светском првенству 1986.
Са репрезентацијом Хрватске је освојио сребро на Олимпијским играма 1992. у Барселони и бронзу на Европском првенству 1993.

## Клупски трофеји
- Цибона
  - Првенство Југославије (2): 1984, 1985.
  - Куп Југославије (3): 1985, 1986, 1988.
  - Куп Европских шампиона (2): 1985, 1986.
  - Куп победника купова (1): 1987.
- Сплит
  - Куп Крешимира Ћосића (1): 1994.
- Жалигирис
  - Куп победника купова (1): 1998.